# Barbilophozia floerkei
Barbilophozia floerkei là một loài rêu trong họ Anastrophyllaceae. Loài này được F. Weber & D. Mohr Loeske mô tả khoa học đầu tiên năm 1907.